# Миссионерский противомусульманский сборник
Миссионерский противомусульманский сборник — периодическое издание, выходившее в Казани с 1873 по 1894 года выпусками 2—3 в год и состоявшее из статей и исследований об исламе студентов миссионерского противомусульманского отделения при Казанской духовной академии. Особые цензоры — редакторы сборника — Евфимий Малов и Михаил Машанов.